# Partido Patria Querida
El Partido Patria Querida (PPQ) es un partido político paraguayo que se estableció en el año 2001 bajo el nombre de Movimiento Patria Querida. Se configura como una organización política de tendencia humanista y posicionamiento centrista.
En su ideario, la defensa de la democracia es el primer punto, en la práctica política, se encuentra en el centro del espectro democrático, sus principios y propuestas programáticas se  ubican en un lugar intermedio entre la derecha moderada y la izquierda democrática, reivindican el valor las posiciones consensuadas, y practican la disciplina democrática al momento de la toma de decisiones. Para el PPQ el Estado debe concentrarse en velar por la vida, la libertad y el bienestar de los seres humanos, como elementos esenciales para la búsqueda del bien común. El motor del desarrollo económico reside en la iniciativa privada, donde el Estado debe asumir un rol subsidiario. La principal bandera política desde sus inicios ha sido el desbloqueo de las listas sábanas, logro que finalmente fue alcanzado en el año 2019. Actualmente se caracterizan por la lucha contra la corrupción y los privilegios creados por las clase política a espaldas de la ciudadanía, además de promover la eficiencia estatal mediante la modernización, la reducción de la burocracia y la transparencia. Su programa de gobierno contempla cambios radicales de mejora en materia de salud, educación y seguridad. El PPQ también propugna la integración libre sin restricciones de Paraguay a los mercados y bloques regionales.

## Historia
La fundación nació con el nombre de Patria Querida, donde un grupo de empresarios se abocó a trabajar en estrategias de desarrollo sustentable para el Paraguay.
En diciembre de 2001, se lanza Pedro Fadul como candidato a presidente de la República para las elecciones generales de 2003 y nace con esta candidatura el Movimiento Patria Querida; desde el 4 de marzo de 2004 el movimiento pasa a convertirse en Partido Patria Querida con 13,6% de representación parlamentaria, en solo 15 meses de campaña electoral.
Patria Querida trabajó durante la campaña electoral en la elaboración de la propuesta de Gobierno y finalizadas las elecciones en el acompañamiento técnico a los legisladores y líderes de Patria Querida.
En las elecciones presidenciales de 2003, PPQ presentó como candidato a Pedro Fadul, quien fue unos de los fundadores del movimiento. En esas elecciones, el partido obtuvo el 21.28% de los votos, quedando detrás de los candidatos del Partido Liberal Radical Auténtico y el Partido Colorado.
Para las elecciones generales de 2008, el PPQ presentó nuevamente a Pedro Fadul como candidato a la presidencia, y obtuvo el 2.37% de los votos, disminuyendo significativamente el resultado obtenido en comparación con las elecciones pasadas.
En 2010, para las elecciones municipales de Asunción, PPQ presentó como candidato a Miguel Carrizosa, quien luego de varias consultas populares encabezó una alianza con sectores socialdemócratas y liberales. Finalmente, fue derrotado por su principal competidor, Arnaldo Samaniego de la ANR, por aproximadamente 2000 votos, en una de las elecciones más parejas de la historia de la ciudad de Asunción.
En las elecciones generales de 2013, el candidato a presidente por el Partido Patria Querida, Miguel Carrizosa, obtuvo el 1,13 % de los votos y el partido consiguió una única banca por la ciudad de Asunción en la Cámara de Diputados, pero la diputada electa, luego de ser procesada por el Tribunal de Conducta y antes de que este resuelva las medidas a tomar por distintas acusaciones en su contra, renunció al partido poco después, dejándolo sin representación parlamentaria.
En las elecciones municipales de 2015, Patria Querida hizo una campaña de bajo presupuesto a nivel nacional, pero obteniendo resultados bastante favorables (relación presupuesto/resultados electorales). Meses antes de los comicios, en las elecciones internas fue reelecto como presidente del partido el exsenador Miguel Carrizosa, y electos vicepresidente 1.º y vicepresidente 2.º, el concejal municipal de Asunción Sebastián Villarejo, y el abogado y exsenador Mario Paz Castaing respectivamente. En las municipales el partido consiguió 39 bancas (de concejales) en Juntas Municipales de 24 ciudades, a lo largo de 10 departamentos, además de capital. También consiguió mediante alianzas con otros partidos la intendencia de la Municipalidad en las ciudades de Encarnación (Luis Yd), Benjamín Aceval (Oscar Duarte), Mariscal José Félix Estigarribia (Elmer Vogt) y Filadelfia (Holger Bergen).
La nueva conducción del partido habló de un proceso de reingeniería interna, y un fuerte proyecto electoral consolidado para las siguientes elecciones generales en el 2018.
Meses después se anunciaría la propuesta legislativa del partido para el Congreso. Se resolvió presentar candidaturas a cargos legislativos en todo el país, dejando libre a sus afiliados y simpatizantes la elección de presidente y vicepresidente y los gobernadores de los distintos departamentos. 
Patria Querida presentó candidaturas al Senado, al parlamento del Mercosur, y a diputados en Asunción, Central, Cordillera, Caaguazú, Itapúa, Alto Paraná y Alto Paraguay. Además en todos esos departamentos presentó candidatos a concejales de las Juntas Departamentales, sumándose con candidatos a este cargo, los departamentos de Canindeyú, Boquerón, Presidente Hayes, San Pedro y Misiones.
El proceso electoral fue liderado por Fidel Zavala, ganadero y víctima de secuestro por parte del Ejército del Pueblo Paraguayo (EPP) quien se ubicó como candidato número 1 al Senado.
Luego de las elecciones del 22 de abril de 2018, Patria Querida retornó al Congreso, generando mucho eco en la prensa, y quedando para muchos como la gran sorpresa de las elecciones. 
El partido logró tres escaños para la Cámara Alta, que serían ocupados por los futuros senadores Fidel Zavala, Stephan Rasmussen y Georgia Arrúa. Para la Cámara Baja consiguió tres diputados, dos en Asunción: Sebastián Villarejo y Sebastián García y uno en Central: Rocío Vallejo. Además logró dos concejales departamentales: Miguel Villagra en Central, Sandra Miranda en Alto Paraná.
La conducción ejecutiva del partido ya anunció que desde sus bancadas en el Congreso, el partido trabajará en reformar el código y el sistema electoral, el desbloqueo de las listas sábanas, propuestas para mejorar la seguridad ciudadana, propuestas de negociación para los Tratados de Itaipú y Yacyretá, reforma Judicial y nueva conformación de la Corte Suprema de Justicia, mejoramiento tanto del sistema de salud como del sistema de educación, entre otros grandes temas de políticas públicas que Patria Querida fijó como objetivos de trabajo.